# Picco rosso
Il Picco rosso è un liquore italiano a base di lamponi e fragole. È riconosciuto come prodotto agroalimentare tradizionale.

## Storia
Il liquore venne ideato nel 1940 dal farmacista di Pieve di Ledro Achille Foletto come cordiale per i soldati, nel laboratorio attiguo alla farmacia, che ancora oggi lo produce.

## Preparazione
Da lamponi e fragole viene realizzato uno sciroppo concentrato, senza l'aggiunta di zucchero. Dopo un periodo di invecchiamento per stabilizzarli, vengono miscelati con alcool a 95°. Il composto viene poi mescolato ciclicamente per stabilizzare gli zuccheri, invecchiato in botti di acciaio per almeno sei mesi, poi filtrato e imbottigliato. L'intero procedimento dura almeno 22 mesi.
Il liquore ottenuto ha una gradazione di 61°, e può essere consumato sia freddo che caldo.